# Renate Stecherová
Renate Stecherová rozená Meißnerová (* 12. května 1950, Süptitz, Sasko) je bývalá německá atletka, která reprezentovala tehdejší NDR.
Vynikala především ve sprintech. Je bývalou držitelkou světových rekordů na stometrové a dvousetmetrové trati. 7. června 1973 v Ostravě vytvořila na atletickém mítinku Zlatá tretra časem 10,9 s nový světový rekord v běhu na 100 metrů.